# Eleonora av Aragonien (cypriotisk drottning)

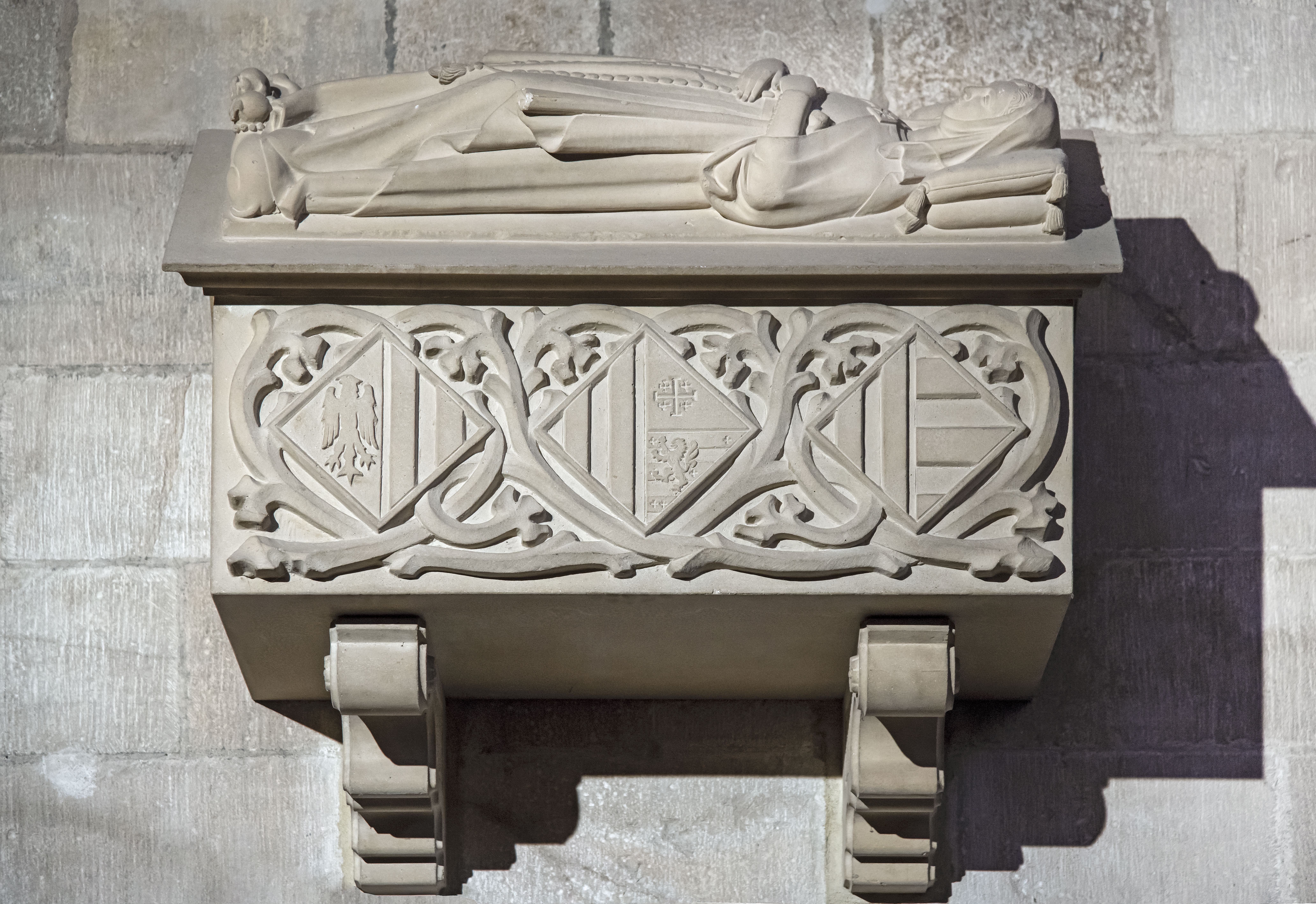
Hennes grav i Barcelona.

Eleonora av Aragonien, född 1333, död 26 december 1417 i Barcelona, var drottning av Cypern som gift med kung Peter I av Cypern. Hon var Cyperns regent under makens frånvaro 1366-69, och under sin sons omyndighet 1369-1372. Hon var administratör i Valls i Aragonien 1381-1393.

## Biografi
Eleonora var dotter till prins Peter av Aragonien och Johanna av Foix och kusin till kung Peter IV av Aragonien. Äktenskapet arrangerades år 1353 som ett led i att stärka Aragoniens maktambitioner i medelhavet. 

### Drottning
Eleonora var olycklig i äktenskapet, där hon hade svårt att stå ut med makens konstanta otrohet. År 1366 deltog maken i ett korståg mot Alexandria, och Eleonora utnämndes till Cyperns regent under hans frånvaro. Hon kvarblev som regent i tre år, eftersom Peter I dessutom gjorde en lång resa i Europa. Vid hans återkomst till Cypern 1369 anklagades Eleonora för att ha begått äktenskapsbrott med Johan av Morf, titulärfurste av Edessa, men hon frikändes från anklagelserna i domstol. 

### Regent
Peter I var impopulär på grund av sitt tyranniska beteende, och den 17 oktober 1369 mördades han i armarna på en av sina sexpartners, möjligen på order av sin bröder, Johan och Jakob. Eleonoras 12-årige son Peter II blev nu monark, och Eleonora blev regent i en förmyndarregering med sina före detta svågrar Johan och Jakob. Eleonora ville bevara tronen åt sin son mot hans farbröder, och hon inbjöd Genua att ockupera Cypern för att kunna avsätta Johan och Jakob ur styrelsen, med argumentet att de hade varit inblandade i hennes makes död. Genom Johan av Morfs hjälp lyckades genuesarna invadera 1373, vilket ledde till att Johan avrättades på order av Eleonora och Jakob fängslades i Genua 1374. 

### Senare liv
År 1378 gifte sig Peter II med Valentina Visconti. Eleonora och Valentina kom dåligt överens, då den senare ogillade Eleonora på grund av hennes skandaler, och år 1381 tvingades Eleonora att återvände till Aragonien på sin sons order, då han ville undvika äktenskapliga problem på grund av moderns konflikt med hans hustru. 
I Aragonien utnämndes Eleonora av sin kusin Peter IV till posten som administratör i staden Valls tillsammans med ärkebiskopen i Tarragona, och hon bosatte sig med sitt eget hov i ärkebiskopspalatset. Uppror utbröt vid ett tillfälle i staden när hennes hov ville bli undantagna från skatt. År 1393 bröt sig allmänheten in hos Eleonora och lynchade hennes betjänt och bror Johan mitt framför ögonen på henne, vilket gjorde att hon avgick från posten och flydde från staden. 